# Zidani Most

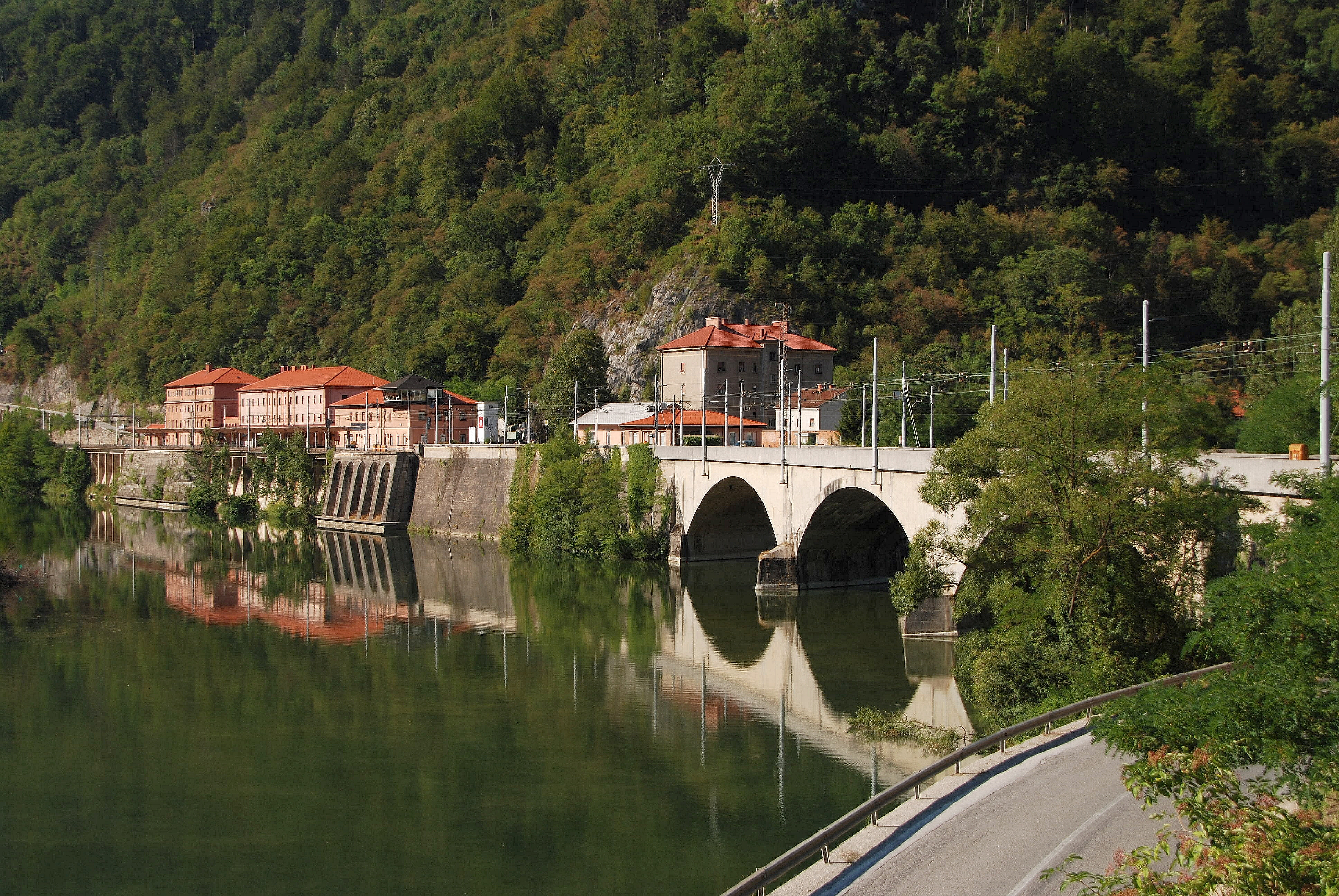
Järnvägsbro i Zidani Most

Zidani Most (stenbron) är ett samhälle  i Laško kommun i östra Slovenien där floden Savinja rinner ut i Sava. 
Platsen har fått sitt namn efter en bro som uppfördes här år 1223. Den förstördes år 1442 i en drabbning mellan 
Celjeätten och Habsburgarna. 
Zidani Most är en knutpunkt för järnvägslinjerna längs Sava och Savinja. Två järnvägsbroar, från år 1826 respektive 1846,  och en vägbro går över Savinja. Den första bron i Zidani Most uppfördes av romarna år 290. 

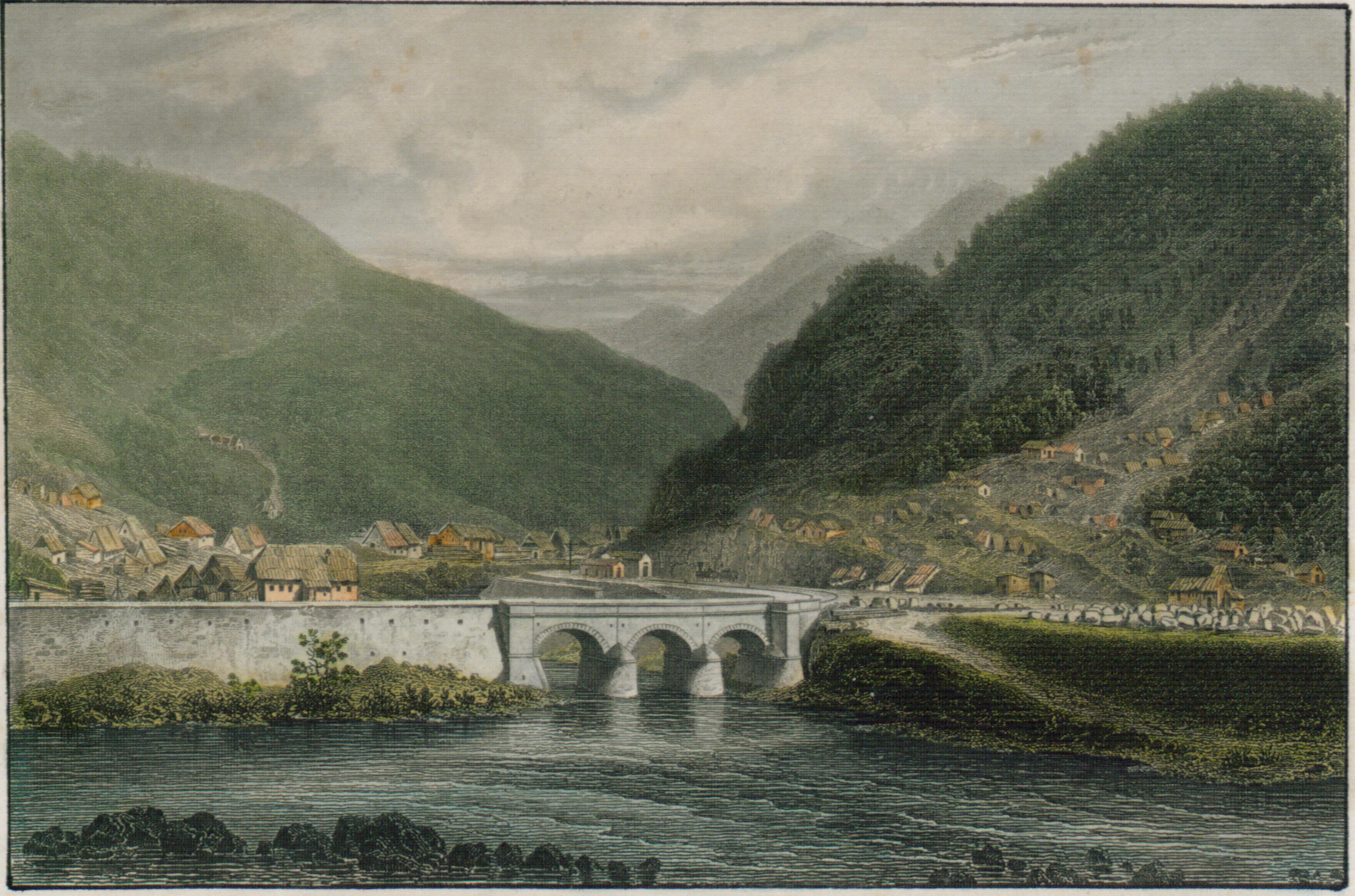
Zidani Most, 1856

Zidani Most har 229 invånare (2019).